# Bando (exército)

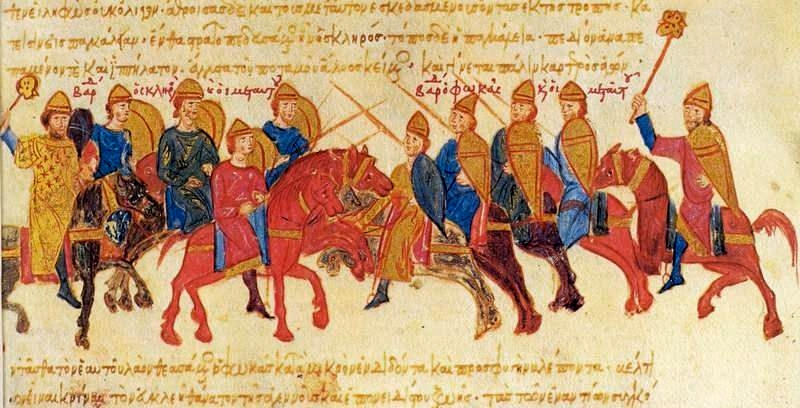

O bando (do  gótico bandwa no sentido de 'senha ou sinal que identifica um grupo; bandeira'; em grego, βάνδον, transl. bandon; em latim tardio bandum; plural banda) era a unidade militar e administrativa básica do Império Bizantino Médio (610–1204). 
O termo era usado já no século VI para designar um estandarte de batalha e, por metonímia, logo veio a ser aplicado à própria unidade que levava o estandarte. No exército bizantino, entre os séculos VIII e XI, sendo o bando a unidade básica, cinco ou sete bandos formavam uma turma, a principal subdivisão de um tema, isto é, de uma província civil-militar. Cada bando era comandado por um conde (komes), com 200 a 400 soldados e 50 a 100 cavaleiros. Ao contrário de outros termos militares e administrativos do período bizantino médio, o termo bandon sobreviveu até o  bizantino tardio e permaneceu como denominação da  unidade territorial básica do Império de Trebizonda até sua queda, em 1461.